# Erdutski sporazum
Erdutski sporazum je naziv za Temeljni sporazum o Istočnoj Slavoniji, Baranji i Zapadnom Srijemu koji je postignut tijekom pregovora u američkom Daytonu (Daytonski sporazum) između hrvatskog predsjednika Franje Tuđmana i srbijanskoga predsjednika Slobodana Miloševića. Potpisalo ga je 12. studenog 1995. u Erdutu izaslanstvo lokalne srpske zajednice, a u Zagrebu izaslanstvo hrvatske vlade (Milan Milanović u ime srpskih pregovarača i Hrvoje Šarinić u ime hrvatskih), uz posredovanje Petera Galbraitha (veleposlanika SAD-a u Hrvatskoj) i Thorvalda Stoltenberga (posrednika UN-a). Potpisivanjem Erdutskog sporazuma pokrenut je proces mirne reintegracije hrvatskoga Podunavlja u ustavno-pravni poredak Republike Hrvatske.

## Sporazum
Prethodio mu je sporazum o Temeljnim načelima za pregovore o Istočnoj Slavoniji, Baranji i Zapadnom Srijemu, potpisan 3. listopada 1995. u Erdutu. Hrvatska je Erdutskim sporazumom pristala na mirnu reintegraciju okupiranoga dijela hrvatskoga Podunavlja, a istodobno su srpskoj zajednici u njemu bila zajamčena sva manjinska i druga prava. Temeljni sporazum o području istočne Slavonije, Baranje i zapadnog Srijema, poznatiji pod nazivom Erdutski sporazum, potpisan je u Žutoj kući u Erdutu (srpska strana) i u Zagrebu (hrvatska strana) 12. studenog 1995. godine. U ime hrvatske vlade sporazum je potpisao Hrvoje Šarinić, a srpsku stranu zastupao je Milan Milanović. Sporazum su pripremili i u njemu posredovali američki veleposlanik u Hrvatskoj Peter Galbraith i dopredsjednik Međunarodne konferencije u bivšoj Jugoslaviji Thorvald Stoltenberg. Potpisivanju sporazuma o mirnoj reintegraciji prethodio je dogovor hrvatskog predsjednika Franje Tuđmana i srpskog predsjednika Slobodana Miloševića u Daytonu, gdje se pod okriljem SAD odvijala mirovna konferencija o Bosni i Hercegovini.
Sporazumom je dogovoreno da Vijeće sigurnosti UN-a uspostavi prijelaznu upravu do integracije navedenoga područja u Republiku Hrvatsku. Određeno je da prijelazna uprava djeluje jednu godinu, uz mogućnost produljenja razdoblja za još jedan mandat (također u roku od jedne godine). Dogovorena je demilitarizacija područja tijekom 30 dana od razmještanja međunarodnih snaga i privremene policije, zatim osiguranje povratka izbjeglica i prognanika (uz povrat njihove imovine ili naknadu za nju, slobodu povratka, etničku ravnopravnost i dr.) te da prijelazna uprava organizira funkcioniranje javnih službi kao i da najkasnije 30 dana prije isteka prijelaznoga razdoblja provede izbore za tijela lokalne vlasti (uz pomoć srpskoj zajednici da imenuje zajedničko Vijeće općina). Čak sedam (od četrnaest) odredaba Erdutskoga sporazuma odnosilo se na različite aspekte zaštite ljudskih prava. Erdutski sporazum u svojih 14 točaka definirao je područja na kojima su, uz potporu UN-a, dvije strane surađivale tijekom prijelaznog razdoblja kako bi proces mirne reintegracije bio u potpunosti proveden. Sporazum je obuhvatio i uspostavu i obuku privremenih policijskih snaga te uspostavu normalnog funkcioniranja svih javnih službi, gradnju povjerenja među etničkim zajednicama, poštovanje međunarodno priznatih ljudskih prava i temeljnih sloboda, povrat imovine oduzete nezakonitim postupcima ili nadoknadu štete i sl.
Za implementaciju Erdutskog sporazuma bila je zadužena misija Ujedinjenih naroda UNTAES (United Nations Transitional Administration in Eastern Slavonia, Baranja and Western Sirmium) - Prijelazna uprava za istočnu Slavoniju, Baranju i zapadni Srijem, koja je inaugurirana Rezolucijom 1037. Vijeća sigurnosti UN-a od 15. siječnja 1996. godine. Vijeće sigurnosti UN-a donijelo je 19. prosinca 1997.Rezoluciju 1145 kojom daje potporu završetku mandata misije UNTAES-a u predviđenom roku, a 15. siječnja 1998. završila je misija UNTAES-a i mirna reintegracija, odnosno vraćanje cjelokupnog teritorija Republike Hrvatske u njezin ustavno-pravni poredak.

## Razoružanje srpskih snaga
Ujedinjeni narodi su rasporedili na području Istočne Slavonije, Baranje i Zapadnog Srijemo nešto više od 7.000 vojnika iz Ukrajine, Belgije, Jordana i Pakistana. Snage su bile naoružane tenkovima (pakistanski kontingent je dovezao tenkove T95, a jordanski tenkove M60A3) i drugim oklopnim naoružanjem, topništvom (pakistanski kontingent je raspolagao haubicama od 130 mm) i čak oklopljenim helikopterima (kojima je raspolagao ukrajinski kontingent), te su trebale ostaviti obje strane u uvjerenju u spremnost međunarodne zajednice da čak i silom ostvari bitne odrednice Erdutskog sporazuma. U svibnju 1996. godine započelo je dogovoreno razoružavanje Srpske vojske Krajine, ali su  "Škorpioni" - bio je to naziv pod kojim su na naftnim poljima u Istočnoj Slavoniji i Zapadnom Srijemu bile raspoređene postrojbe srbijanskog Resora državne bezbednosti - odbile surađivati i nastavile dalje operaciju prisvajanja nafte s tih naftnih polja, koja je odvožena u Srbiju; ta je postrojba ipak napustila Đeletovce 14. svibnja 1996. godine, nakon što su je UNTAES zaprijetio da će upotrijebiti silu, dovevši na lice mjesta svoje tenkovske snage i borbene helikoptere. UNTAES je proglasio da je razoružanje VSK okončano s 21. lipnjem 1996. godine, nakon čega su se hrvatske snage povukle s borbenih položaja u vojarne, dublje na teritoriju Republike Hrvatske.
Oružje VSK koje se nalazilo u naružanju njenog 11. Korpusa nije predano ni Hrvatskoj vojsci, ni UNTAES-u, nego Vojsci Jugoslavije, čiji je 11. korpus efektivno i bio dio, samo pod egidom VSK.

## Početci obnove: elektroenergetski sustav
Nakon obnove bilo je moguće ponovo staviti u korištenje neke dalekovode koji su prolazili okupiranim dijelom Istočne Slavonije, te je u razdoblju od 28. lipnja do 31. srpnja i potom od 21. listopada do 6. studenoga 1996. god., uz angažiranje mađarskog poduzeća OVIT Hrvatska elektroprivreda uspjela izvesti popravak ratnih oštećenja 400 kilovoltnog dalekovoda Ernestinovo–Tumbri. Od lipnja 1997. godine je počela postupna reintegracija distribucijske infrastrukture, preuzimanjem 16 radnika koji su na području Vukovara radili na tim poslovima tijekom okupacije. Nakon pune reintegracije 15. siječnja 1998. godine moglo se pristupiti obnovi sustava koji bio znatno oštećen tijekom ratnih događanja, te zapušten zbog nedovoljnog održavanja i izložen dodatnim štetama zbog brojnih krađa opreme na dijelovima sustava koji nisu bili pod naponom.

## Vanjske poveznice
- Tekst Erudutskog sporazuma,na Engleskim jeziku  Arhivirana inačica izvorne stranice od 1. veljače 2013. (Wayback Machine)
- Temeljni sporazum o području istočne Slavonije, Baranje i zapadnog Srijema (Erdutski sporazum) i uvjeti za njegovu provedbu, Ana Holjevac Tuković, Časopis za suvremenu povijest, 3/2015